# Дубова омела європейська
Дубова омела європейська, ремнецвітник європейський (Loranthus europaeus) — вид рослин з родини омелових (Loranthaceae), поширений у Європі й на південний схід до східних Гімалаїв.

## Опис
Кущ 10–50 см. Листки блідо-зелені, тупі, 1.5 см довжиною. Чашечка в вигляді дрібних зубців. Пелюсток 4-6. Плід жовтуватий до 1 см довжиною.

## Поширення
Поширений у Європі й на південний схід до східних Гімалаїв.
В Україні вид паразитує на букових — на Закарпатті, західному Лісостепу і Криму.